# MudRunner
MudRunner – komputerowa gra symulacyjna wyprodukowana przez Saber Interactive i wydana przez Focus Entertainment. Produkcja ukazała się premierowo 31 października 2017 roku w wersjach na komputery z systemem Microsoft Windows oraz konsole PlayStation 4, Xbox One i Nintendo Switch. Kontynuacją MudRunnera jest wydana w 2020 roku gra SnowRunner.
Gra spotkała się z pozytywnym odbiorem w mediach branżowych, uzyskując średnią z 10 recenzji wynoszącą 77/100 według serwisu Metacritic.

## Rozgrywka
MudRunner to off-roadowa gra symulacyjna z otwartym światem, w której zadaniem gracza jest dostarczanie ładunku w różne miejsca podczas jazdy po trudnym terenie. Gra zawiera system uszkodzeń, w którym po kolizji występują zmiany zarówno w zachowaniu pojazdu, jak i uszkodzenia widziane na pojeździe. Świat MudRunner składa się z serii map rozlokowanych na Syberii i USA. W każdej chwili istnieje możliwość zaczepienia wyciągarki o pobliski obiekt np. drzewo, aby wyciągnąć zakopaną ciężarówkę z błota. Dodatkowo gracz może skorzystać z odholowania, dzięki czemu pojazd wraca do warsztatu. Po przejściu mapy dostaje punkty, które odblokowują kolejne lokalizacje i ciężarówki.

## Produkcja
W 2014 roku wydano Spintires, off-roadową grę polegającą na transporcie towarów po trudnym terenie. Zarówno producentem jak i wydawcą było brytyjskie przedsiębiorstwo Oovee Game Studios, jednak jej prototyp stworzył rosyjski programista Pawieł Zagriebielnyj. Do lipca tego samego roku sprzedano 100 000 kopii gry. Kilka miesięcy po premierze, Zagriebielnyj wszedł w konflikt z producentem Saber Interactive. Przedmiotem sporu były prawa autorskie i zyski ze sprzedaży gry. W trakcie gdy Zagriebielnyj walczył o prawa w sądzie, Saber Interactive wierząc, że posiada pełne prawa do marki, rozpoczął prace nad kontynuacją. Gra została zapowiedziana w 2017 roku jako Spintires: MudRunner, a twórcy nazwali nowy projekt „ostateczną wersją milionowego hitu, Spintires”. W 2018 roku wydano dodatek American Wilds, w którego skład wchodzą nowe ciężarówki i mapy inspirowane obszarami USA.